# 児玉孝顕

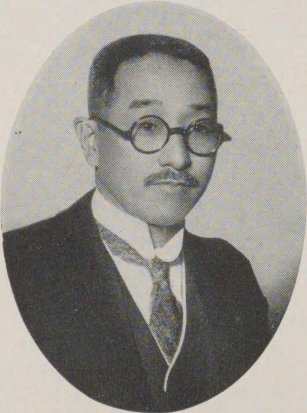
児玉孝顕

児玉 孝顕（こだま のりあき、1879年（明治12年）6月21日 - 1961年（昭和36年）1月10日）は、日本の内務官僚。検事。

## 経歴
東京府に貴族院議員児玉淳一郎の長男として生まれた。1904年（明治37年）、東京帝国大学法科大学独法科を卒業。司法官試補、東京区裁判所検事、千葉区裁判所検事を務め、1912年（明治45年）に茨城県事務官に転じた。茨城県警察部長、徳島県警察部長、特許局審査官・事務官、埼玉県警察部長、青森県内務部長、大阪府産業部長、営林局事務官・大阪営林局長を歴任。
退官後は大阪市助役に就任し、その他に大阪府工芸会会長、大阪能率研究会会長、大阪商工会議所顧問、産業協会理事、日本能率聯合会副会長、大阪府方面委員銓衡委員などを務めた。

## 親族
- 児玉淳一郎 - 父[4]。大審院判事。貴族院議員。
- 寺垣猪三 - 妻の父[4]。海軍中将。